# 負け組法律事務所
『負け組法律事務所』（まけぐみほうりつじむしょ）は、2015年1月28日にテレビ東京「水曜ミステリー9」で放送された、大門剛明の「負け弁・深町代言シリーズ」を原作とするテレビドラマ。大門の作品が映像化されるのは4作品目で、主人公の弁護士・深町代言役を演じるのは、同じ大門原作の『レアケース 生活保護課の殺人事件簿』でも主演を務めた石塚英彦。

## あらすじ
東京の大手法律事務所で刑事事件を連戦連勝した優秀な弁護士・深町代言は、クライアントの利益ばかり追い求めることに疲れ果て、三重県伊勢市で「負け弁」と呼ばれる事務所へ刑事事件を担当しないことを条件に転職する。だが、所長が急病で倒れ、彼が担当していたひき逃げ事件を、彼の姪で新人弁護士の実花と引き継ぐことになる。

## キャスト
- 深町代言（弁護士） - 石塚英彦[1]
- 中里実花（松月の姪・新人弁護士） - 原田夏希
- 和田千鶴子（事務員） - 宮崎美子
- 寺家卓次（居酒屋「おいない」店主） - 近藤芳正
- 前納規夫（バスの元運転手・ひき逃げ事件容疑者） - ベンガル
- 川井孝義（パールタクシー運転手） - デビット伊東
- 深町紀世彦（高名な弁護士・代言の父） - 山本學
- 滝川要（津地方検察庁 検事） - 石黒賢（友情出演）
- 松月真志（外宮前法律事務所所長） - 大杉漣
- 倉田純一（虎ノ門第一法律事務所 弁護士） - 新井康弘
- 飯田恒夫（民事裁判原告） - 村松利史
- 島谷龍生（鳥羽みなと警察署 刑事） - 永倉大輔
- 大島沙良（川井家ヘルパー） - 宇野愛海
- 寺家卓也（卓次の息子） - 根岸拓哉
- 山口駿（沙良の恋人） - 碓井将大
- 川井たけし（川井の息子） - 池田優斗
- その他 - ノモガクジ、矢野義人、小田井涼平、片平光彦、澤田怜央、吉田憲祐

## スタッフ
- 原作 - 大門剛明 『負け弁・深町代言 沈黙する証人』（中公文庫）
- 脚本 - 福田卓郎
- 監督 - 藤尾隆
- 撮影 - 古川好伸
- 照明 - 青木義男
- VE - 石田伸夫
- 音声 - 関川力央
- 編集 - 富永孝
- 警察監修 - 伊藤鋼一
- 法律監修 - 野元学二
- 方言指導 - 矢野義人
- 医療監修 - 冨士原亨
- 撮影協力 - 伊勢市役所、伊勢市観光協会、神宮司廳、伊勢志摩フィルムコミッション、市立伊勢総合病院、セレクトグランド伊勢志摩、度会町役場、南伊勢町役場、伊勢おはらい町、おかげ横丁、伊勢志摩スカイライン ほか
- 技術協力 - フォーチュン
- 美術協力 - BEENS
- 編集・MA - ビデオスタッフポスプロセンター
- チーフプロデューサー - 橋本かおり（テレビ東京）
- プロデューサー - 中川順平（テレビ東京）、藤尾隆、山後勝英
- 製作 - テレビ東京、BSジャパン、テレパック

## 放送日程
| # | 放送日        | タイトル                         | 脚本     | 監督   |
| - | ------------- | -------------------------------- | -------- | ------ |
| 1 | 2015年1月28日 | 負け組法律事務所〜沈黙する証人〜 | 福田卓郎 | 藤尾隆 |